# 埃茨格巴赫河
47°34′18.5″N 8°6′13″E / 47.571806°N 8.10361°E
埃茨格巴赫河是瑞士的河流，位於該國北部，流經阿爾高州，屬於萊茵河的支流，河道全長8公里，發源自菲利根，河畔城鎮有梅陶厄塔爾。